# Polygale du calcaire
Polygala calcarea
Espèce
Statut de conservation UICN

 LC  : Préoccupation mineure
Le Polygale du calcaire (Polygala calcarea) est une espèce de plantes à fleurs de la famille des Polygalacées. C'est une petite plante herbacée vivace.

## Description

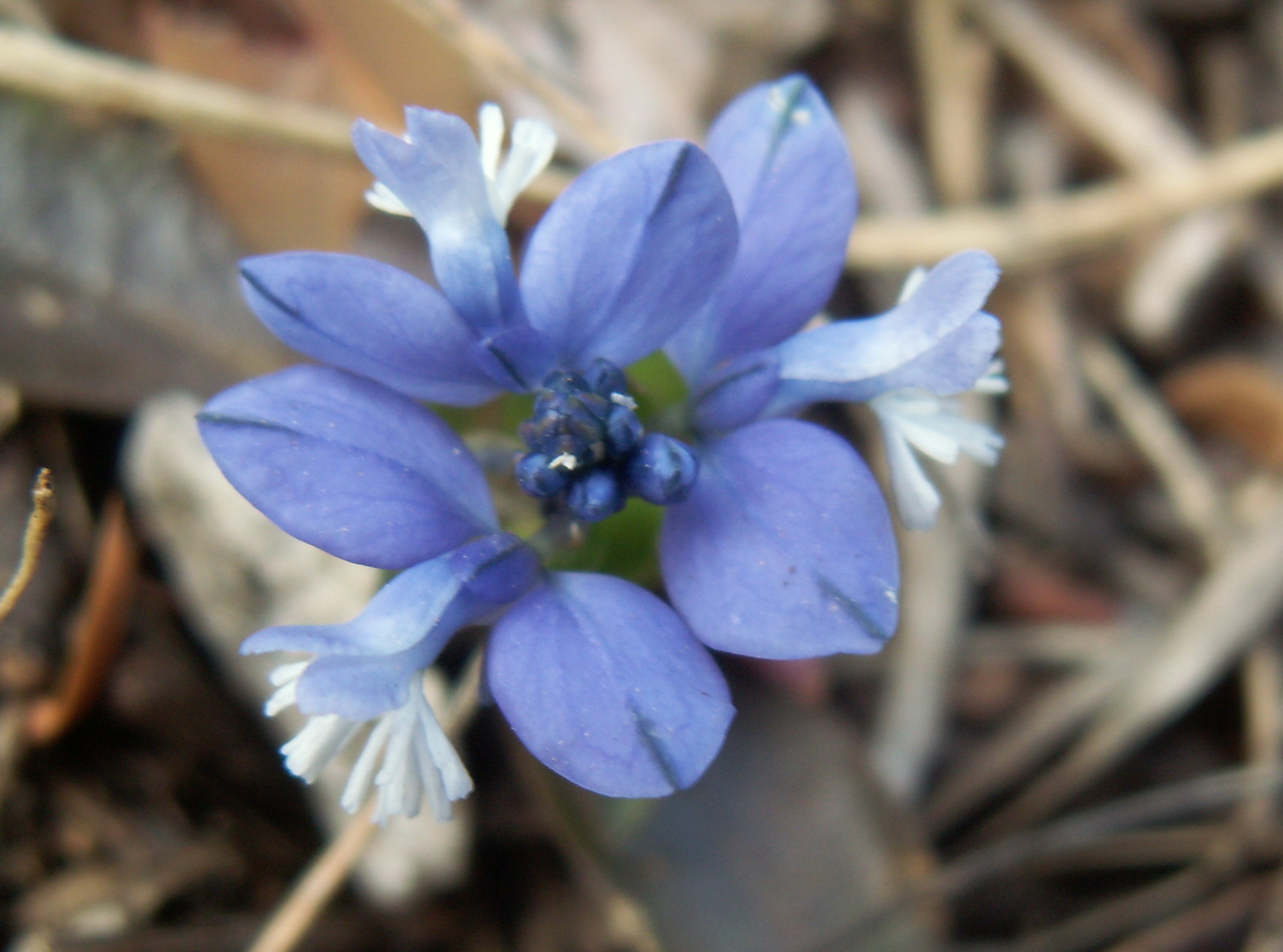
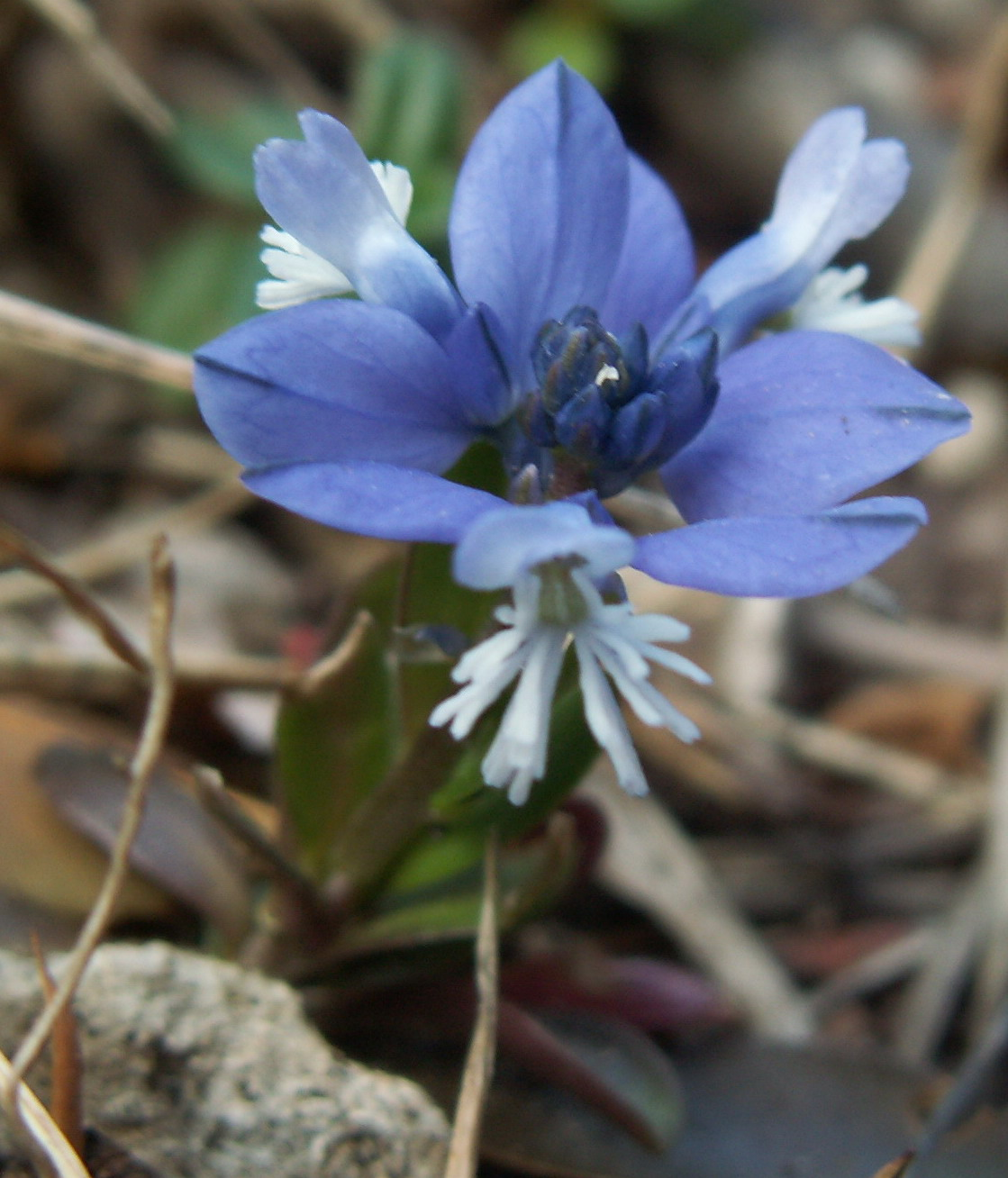
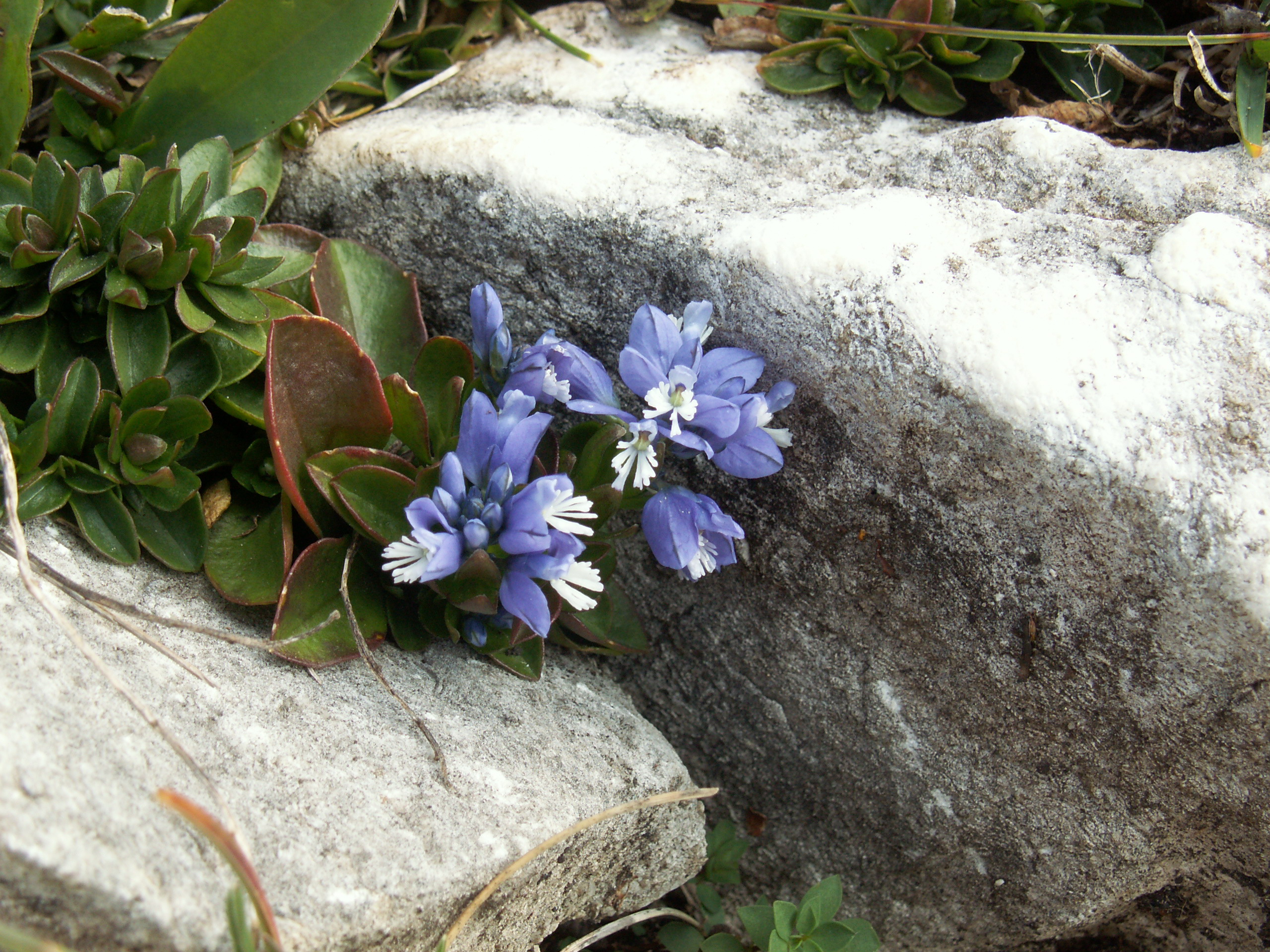
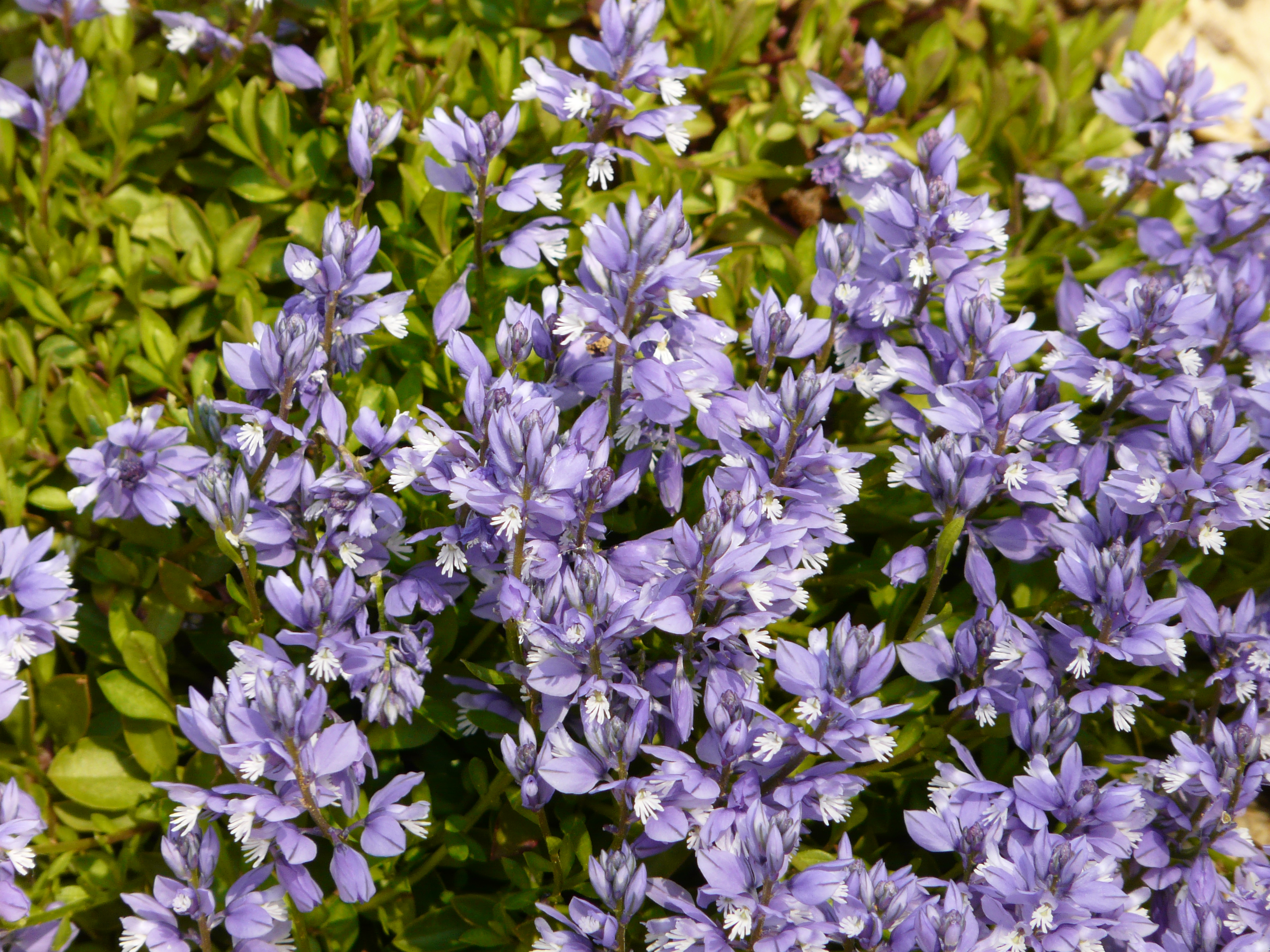

La tige principale, souvent rampante, se divise rapidement en une rosette de rameaux portant une grappe de fleurs.
Les feuilles sont alternes, sessiles, oblongues et assez épaisses ; celles de la base atteignent deux centimètres de long, les supérieures sont quatre fois plus petites.
Les fleurs, d'un centimètre environ, sont irrégulières, bleu-gentiane, rarement roses ou blanches. Le calice est formé de 5 sépales colorés, deux sépales pétaloïdes formant des ailes et trois petits, triangulaires, dont un est placé entre les deux plus grands. Les pétales sont soudés et peu développés. Les 8 étamines sont soudées et forment deux faisceaux  réunis en Y. ; leurs anthères, en partie fendues, sont roses ou blanches.
Fruits secs aplatis, obcordés et faiblement ailés.